# 石田昌隆
石田 昌隆（いしだ まさたか、1958年 - ）は、日本の写真家である。世界各国の様々なミュージシャンの写真を撮り続けている。音楽評論家でもある。

## 経歴
千葉県市川市出身。千葉大学工学部画像工学科卒。レゲエ、ヒップホップ、R&B、ロック、アフリカ音楽、中南米音楽、アラブ音楽などのミュージシャンの写真を撮り、その音楽の生まれる現地にも行っている。

## ジャケット撮影
- Relaxin' With Lovers
- ジャネット・ケイ
- ガーネット・シルク（『Killamanjaro Remembers』）
- ジェーン・バーキン
- タラフ・ドゥ・ハイドゥークス（『Band of Gypsies』）
- ヌスラット・ファテ・アリ・ハーン（『The Last Prophet』）
- フェイ・ウォン
- 矢沢永吉（『THE ORIGINAL 2』）
- ソウル・フラワー・ユニオン（『ウィンズ・フェアグラウンド』『シャローム・サラーム』）
- ズボンズ
- カーネーション
- H-MAN
- 巽朗
- リクルマイ
- 濵口祐自（『濱口祐自 フロム・カツウラ』『濱口祐自 ゴーイング・ホーム』）
- OKI DUB AINU BAND（『UTARHYTHM』）

## 著書
- 『黒いグルーヴ』ISBN 4787271156
- 『オルタナティヴ・ミュージック』ASIN B002C3WR6I
- 『ソウル・フラワー・ユニオン : 解き放つ唄の轍』ISBN 4309274528
- 『JAMAICA 1982』ISBN 978-4-86239-831-4
- 『1989 If You Love Somebody Set Them free ベルリンの壁が崩壊してジプシーの歌が聴こえてきた』 ISBN 4775529099